# Fatema Almahmeed
Fatema Almahmeed, född 14 juni 1999, är en bahrainsk simmare.
Almahmeed tävlade för Bahrain vid olympiska sommarspelen 2016 i Rio de Janeiro, där hon blev utslagen i försöksheatet på 50 meter frisim.